# Quincy (Massachusetts)
Pour les articles homonymes, voir Quincy.
Quincy (en anglais [ˈkwɪnzi]) est une ville américaine située dans l'État du Massachusetts, se prolongeant au nord par Boston. Elle représente une partie importante du Grand Boston, permettant l'accès au métro de Boston (North Quincy, Wollaston, Quincy Center et Quincy Adams de la ligne rouge). Lors du recensement des États-Unis de 2010, la population est de 92 271 personnes.

## Histoire
Les premiers habitants de la baie du Massachusetts étaient les indiens algonquins de la tribu Massachusetts. En algonquien « Massachusett » signifie « les gens qui vivent près de la grande  colline ». Ce nom se réfèrerait à Blue Hills (la colline bleue), située dans la partie sud-ouest de ce qui est maintenant la ville de Quincy.
Les premières descriptions et cartes de la région furent fournies par le capitaine John Smith de Jamestown après son deuxième voyage de découverte, depuis l'Angleterre, en 1614. Le capitaine Wollaston y créa un comptoir permanent à partir de 1625. Après le départ de Wollaston, l'année suivante, des colons dont Thomas Morton prirent le contrôle de la zone, y créant un lieu de débauche, et rebaptisèrent l'endroit « Merry Mount » (« Mont Joyeux »). Plus tard ce groupe fut chassé par des puritains de la colonie de Plymouth, et ce qui est maintenant Quincy fut intégré à la ville de Braintree lorsque celle-ci fut fondée en 1640. Quincy resta le quartier Nord de Braintree jusqu'au 1792, lorsque la General Court of Massachusetts approuva une pétition signée par des habitants afin de créer une ville distincte, ville nommée en l'honneur du colonel John Quincy, un éminent citoyen des origines.
Au XIXe siècle Quincy est devenue célèbre pour sa production de granit. En 1826, afin de transporter les pierres extraites jusqu'à la rivière Neponset, distante de cinq kilomètres, le premier chemin de fer commercial des États-Unis fut construit. Le « Granite Railway » (« chemins de fer du granit ») transporta les grands blocs utilisés pour la construction du Bunker Hill Monument à Charlestown. Ce granit de grande qualité fut utilisé pour bâtir de nombreux autres bâtiments, dont la mairie en 1844. Pour cette raison Quincy est encore parfois appelé « Granite City » (« la ville du granit »).
Thomas A. Watson, connu pour avoir aidé Alexander Graham Bell à inventer le téléphone, installa son chantier naval Fore River à trois kilomètres en aval de Braintree, au Quincy Point, en 1900. En 1913, la Bethlehem Steel racheta le chantier de Fore River pour 4,8 millions de dollars, assurant pour Quincy un rôle important dans la construction navale pendant les quatre-vingts années suivantes. Le chantier naval a produit beaucoup de navires importants pour l'United States Navy pendant la Seconde Guerre mondiale et la Guerre froide, en employant des milliers de personnes. La société General Dynamics a acquis le site en 1963 et s'est spécialisée dans la production de méthaniers avant de fermer en 1986.

## Géographie

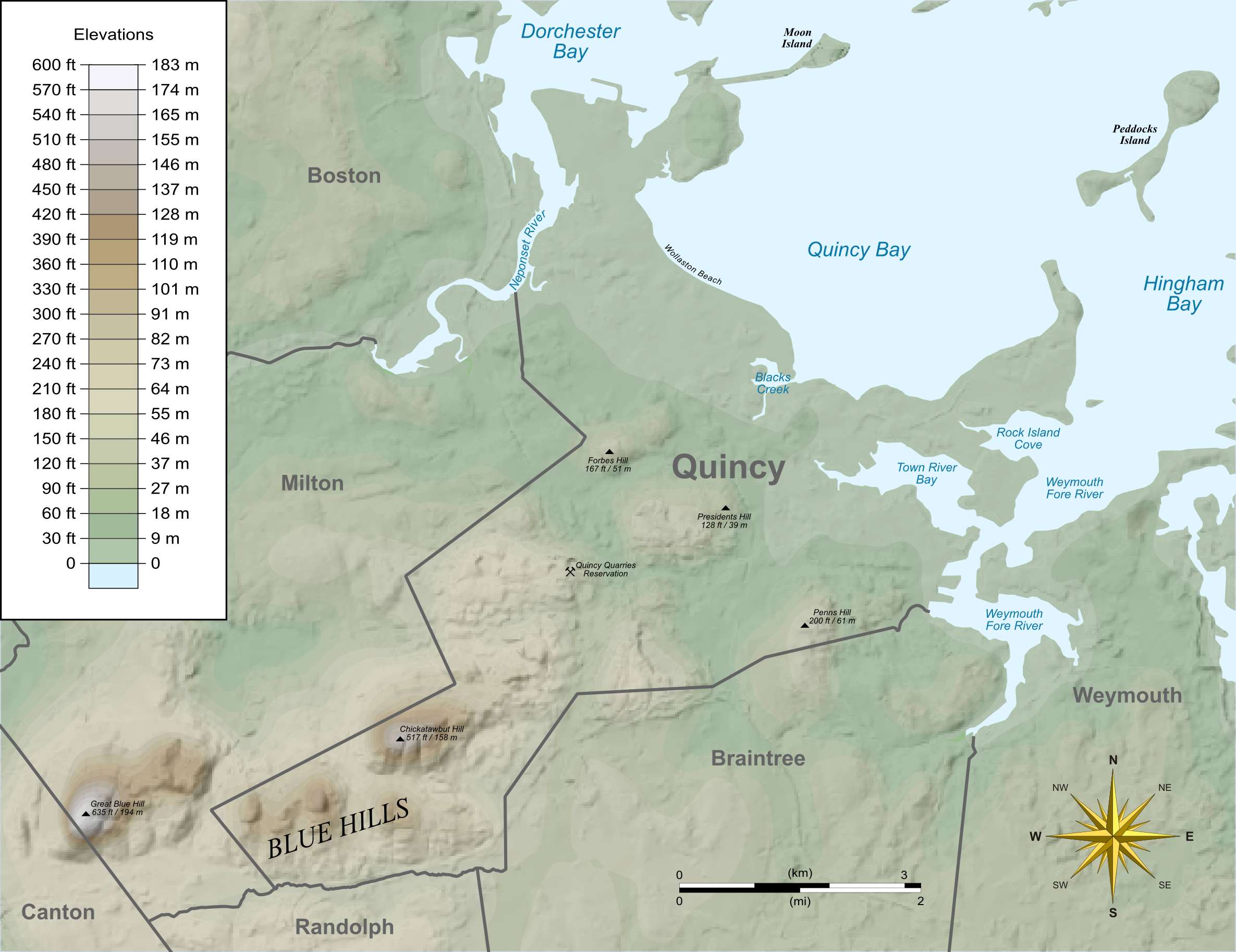
Carte de Quincy la présentation des élévations et des caractéristiques

Quincy partage des frontières avec Boston au nord (séparé par le fleuve Neponset), Milton à l'ouest, Randolph et Braintree au sud et Hull (la frontière maritime) et Weymouth à l'est.
Selon le Bureau du recensement des États-Unis, la ville a une surface totale de 70 km2, dont 44 km2 sont des terres et 26 km2 de l'eau. La région totale est de l'eau de 37.6 %. Quincy se compose des régions côtières étant basses au nord et à l'est qui deviennent plus hauts dans l'élévation comme on bouge au sud et à l'ouest.
Bien que Quincy soit essentiellement urbain, 10.1 km2 ou complètement 23 pour cent de ses régions de terrain sont trouvés dans l'inhabité Blue Hills Reservation (la Réservation de Collines Bleue), un parc public dirigé par le Département de Massachusetts de Conservation et de Loisirs. Cette région naturelle non développée couvre la portion sud-ouest de Quincy et inclut le plus haut point de la ville, la colline de Chickatawbut de 158 mètres.
Il y a plusieurs plages dans Quincy, en incluant la plage de Wollaston le long du Quincy Shore Drive. Trouvé sur la baie de Quincy, la plage de Wollaston est la plus grande plage dans le Boston Harbor (port bostonien).

## Démographie
| Groupe            | Quincy | Massachusetts | États-Unis |
| ----------------- | ------ | ------------- | ---------- |
| Blancs            | 67,3   | 80,4          | 72,4       |
| Asiatiques        | 24,0   | 5,3           | 4,8        |
| Afro-Américains   | 4,6    | 6,6           | 12,6       |
| Métis             | 2,1    | 2,6           | 2,9        |
| Autres            | 1,8    | 4,7           | 6,4        |
| Amérindiens       | 0,2    | 0,3           | 0,9        |
| Total             | 100    | 100           | 100        |
|                   |        |               |            |
| Latino-Américains | 3,4    | 9,6           | 16,7       |

Selon l'American Community Survey, en 2015, 64,25 % de la population âgée de plus de 5 ans déclare parler anglais à la maison, alors que 17,78 % déclare parler une langue chinoise, 3,12 % le vietnamien, 2,16 % l'espagnol, 1,49 % une langue indienne, 1,39 % le portugais, 0,98 % l'arabe, 0,78 % le français, 0,74 le grec, 0,73 % un créole français et 6,57 % une autre langue.

## Personnalités liées à Quincy
- Abigail Adams, épouse de John Adams, deuxième président des États-Unis
- Charles Francis Adams, Sr., politicien, avocat
- John Adams, deuxième président des États-Unis
- John Quincy Adams, sixième président des États-Unis
- John Hancock, patriote et président du Congrès continental
- Harriet Quimby, aviatrice, qui y trouva la mort avec son passager William Willard, après qu'ils eurent été éjectés de leur avion lors du 3e meeting annuel de l'aviation de Boston, le 1er juillet 1912.
- Ruth Gordon, actrice, née à Quincy le 30 octobre 1896, dans le quartier de Wollaston, et dont le nom a été donné à un amphithéâtre de la ville en novembre 1984[8], situé dans le Merrymount Park[9].
- John Cheever, écrivain
- Dick Dale, musicien
- Lee Remick, actrice
- Charles Sweeney, major général dans l'United States Air Force et pilote du bombardement atomique de Nagasaki.
- Dropkick Murphys, groupe de punk celtique

## Liste des maires
- 1889-1890 : Charles H. Porter (en)
- 1890-1893 : Henry O. Fairbanks (en)
- 1894-1895 : William A. Hodges
- 1896-1897 : Charles Francis Adams III
- 1898 : Russell Adams Sears (en)
- 1899 : Harrison A. Keith
- 1900-1901 : John O. Hall
- 1902-1904 : Charles M. Bryant
- 1905-1907 : James Thompson
- 1908-1911 : William T. Shea
- 1912-1913 : Eugene R. Stone
- 1914 : John Miller
- 1914 : Joseph L. Whiton
- 1915 : Chester Campbell
- 1916 : Gustave B. Bates
- 1917-1920 : Joseph L. Whiton
- 1921-1922 : William A. Bradford
- 1923-1924 : Gustave B. Bates
- 1925-1926 : Perley E. Barbour
- 1927-1932 : Thomas J. McGrath
- 1933-1937 : Charles A. Ross
- 1938-1942 : Thomas Skudder Burgin
- 1943-1949 : Charles A. Ross
- 1950-1951 : Thomas Skudder Burgin
- 1952-1953 : David S. McIntosh
- 1954-1965 : Amelio Della Chiesa (en)
- 1965-1971 : James McIntyre (en)
- 1972-1975 : Walter Hannon
- 1976-1977 : Joseph LaRala
- 1978-1981 : Arthur Tobin (en)
- 1982-1989 : Francis X. McCauley
- 1990-2002 : James A. Sheets
- 2002-2008 : William J. Phelan (en)
- Depuis 2008 : Thomas P. Koch (en)

## Galerie

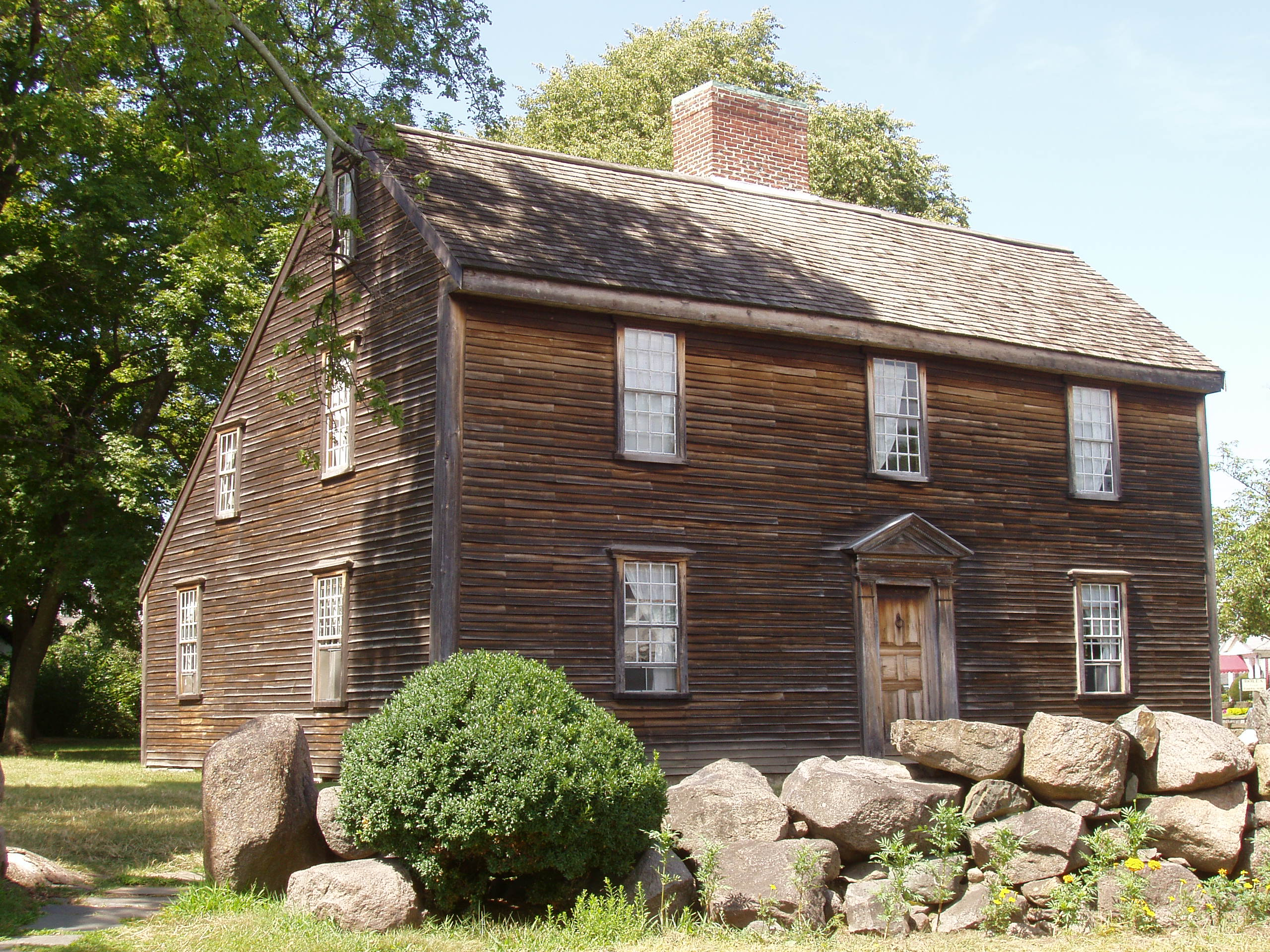
Lieu de naissance de John Adams.
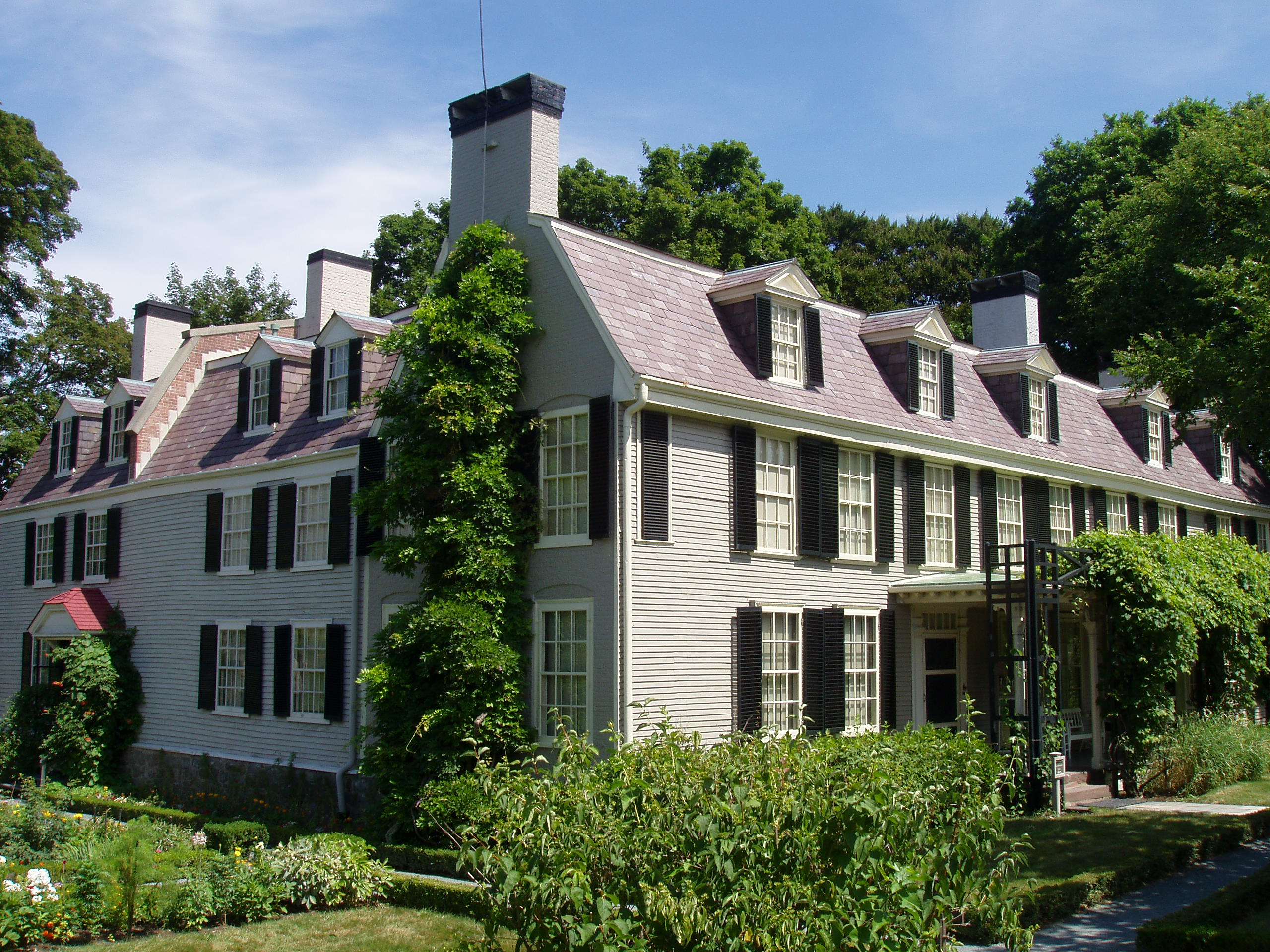
Peacefield, domicile familial de John Adams.
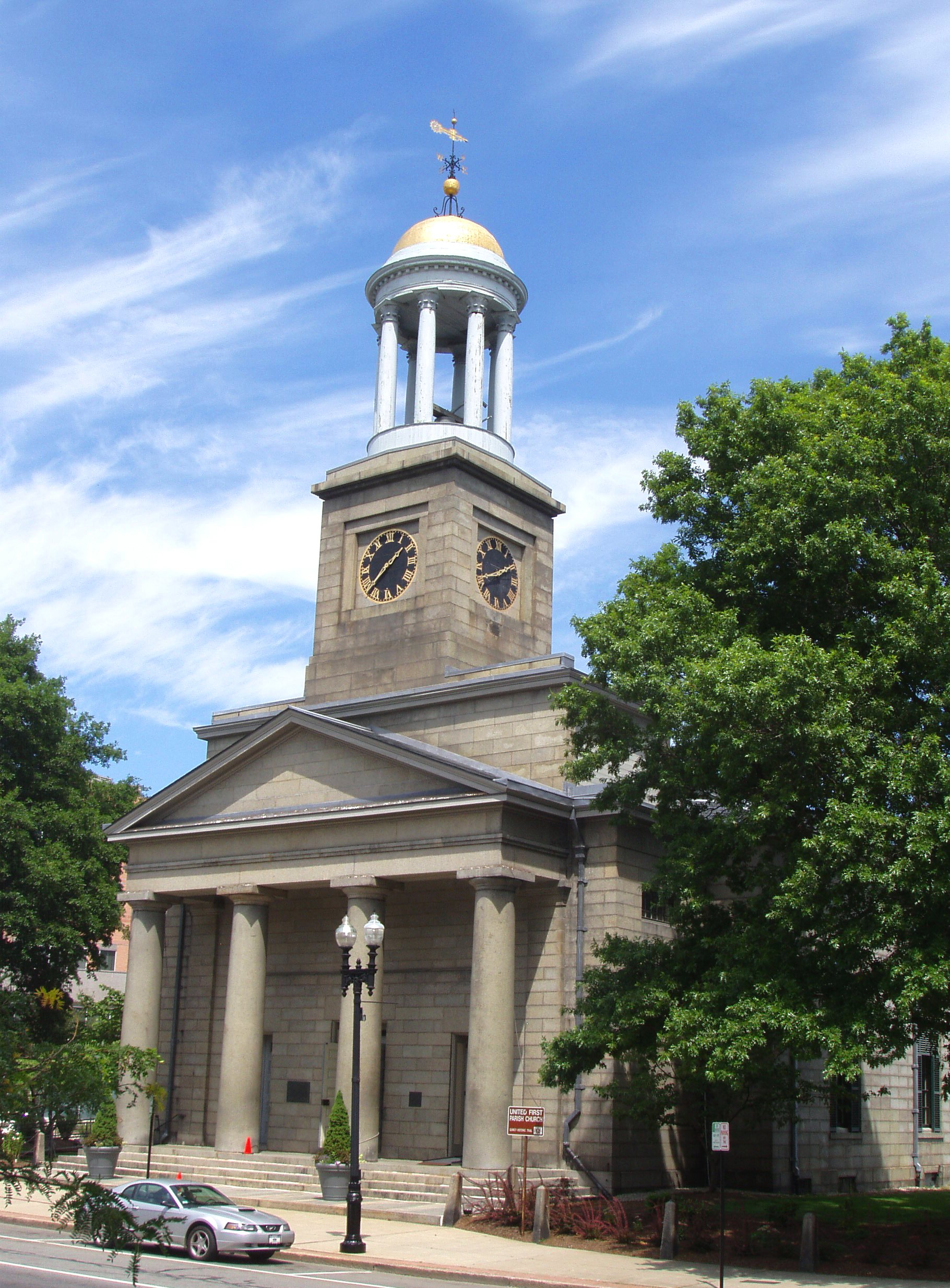
United First Church, « Église des présidents ».
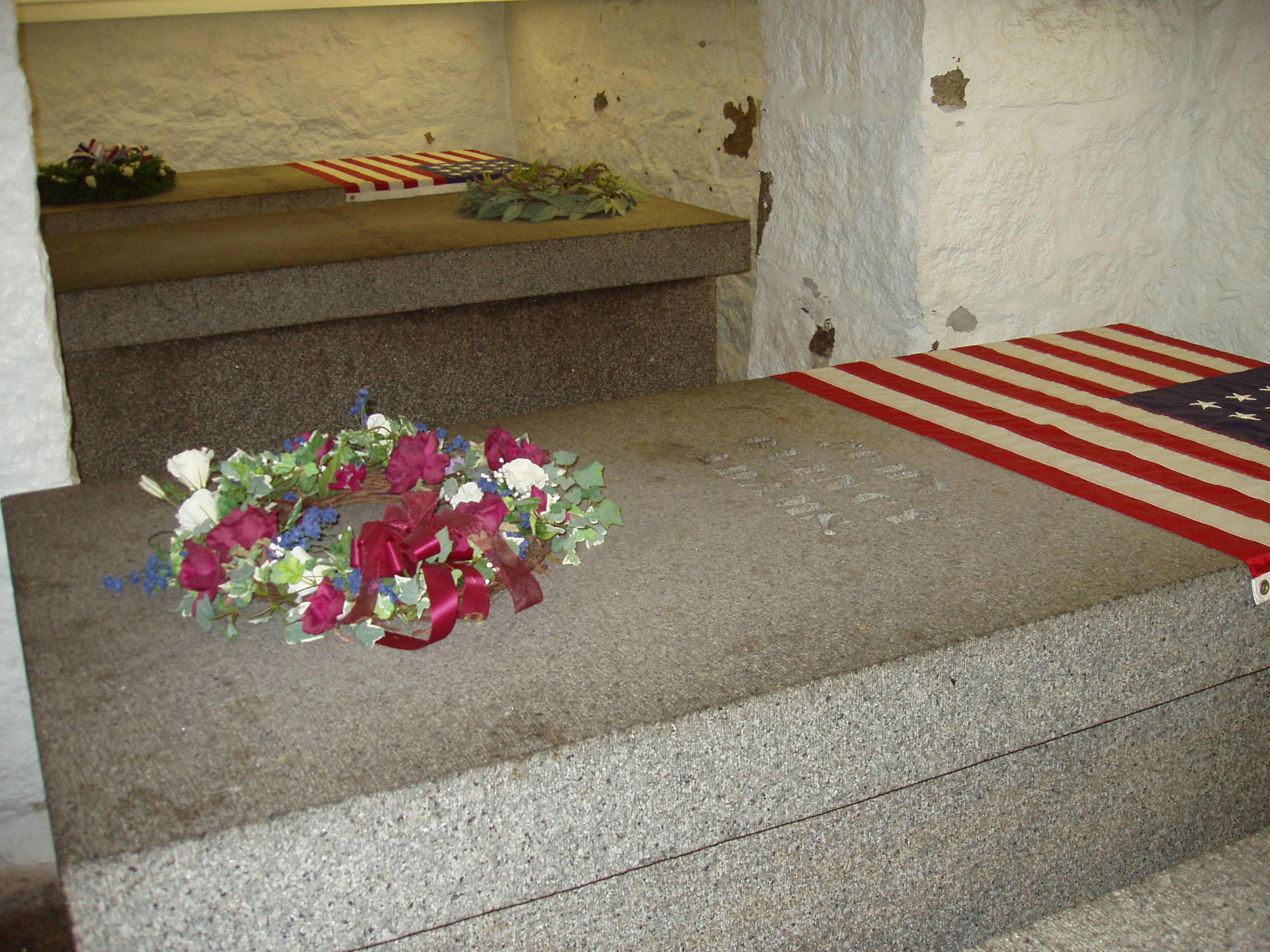
Tombes de John Adams, John Quincy Adams et leurs épouses.
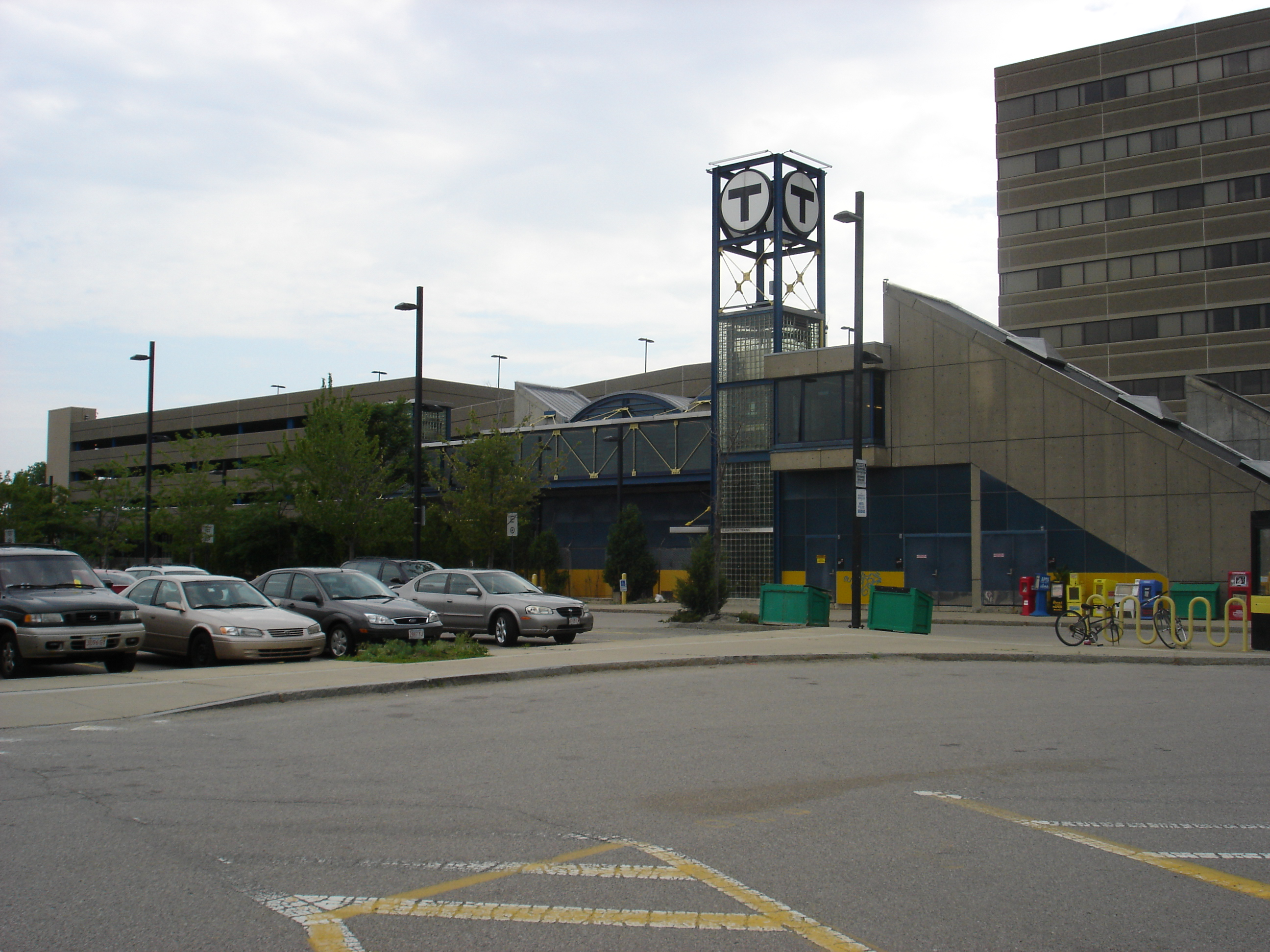
station de métro de North Quincy.
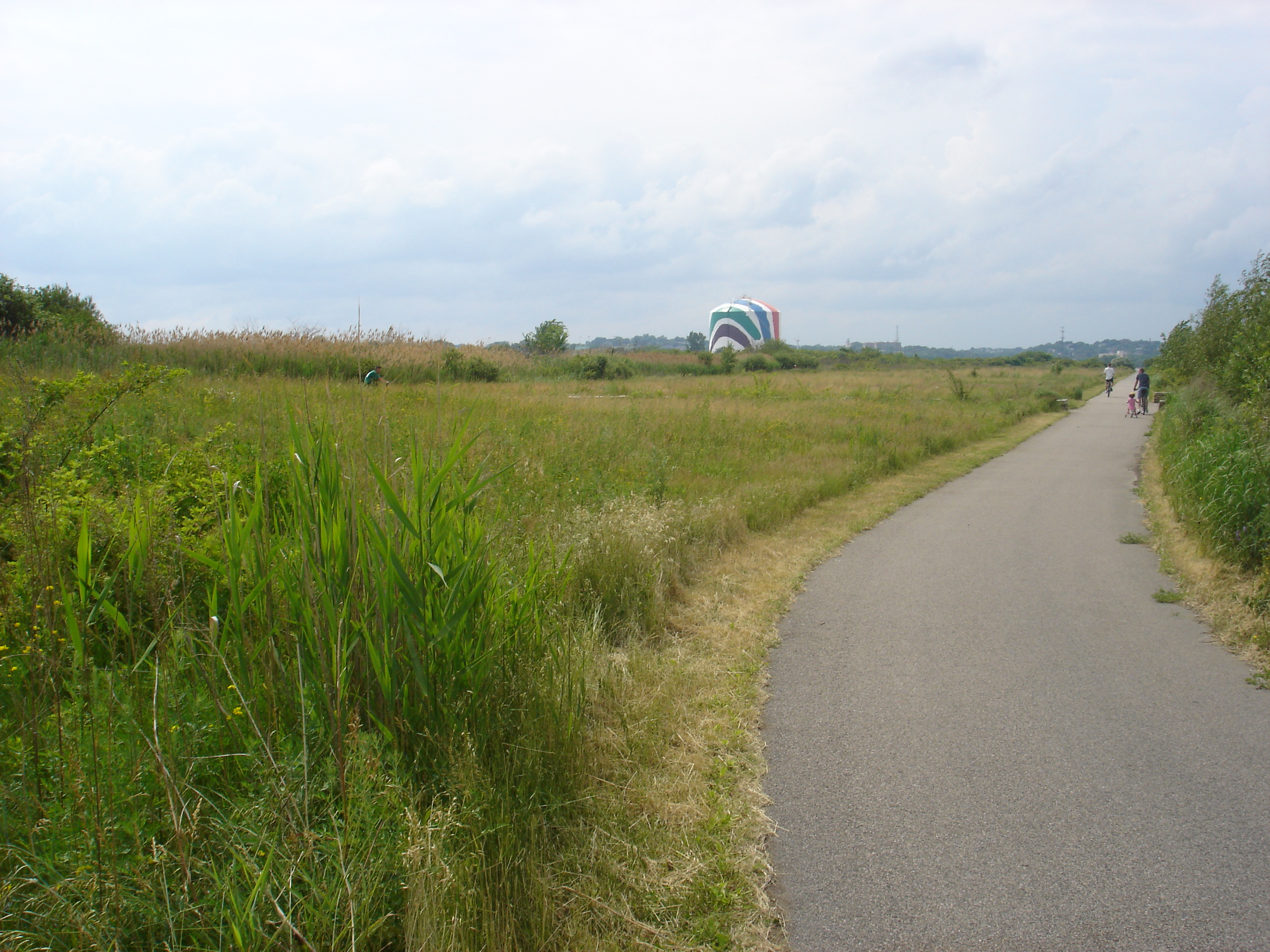
Squantum Point Park, Parc d'État du Massachusetts.
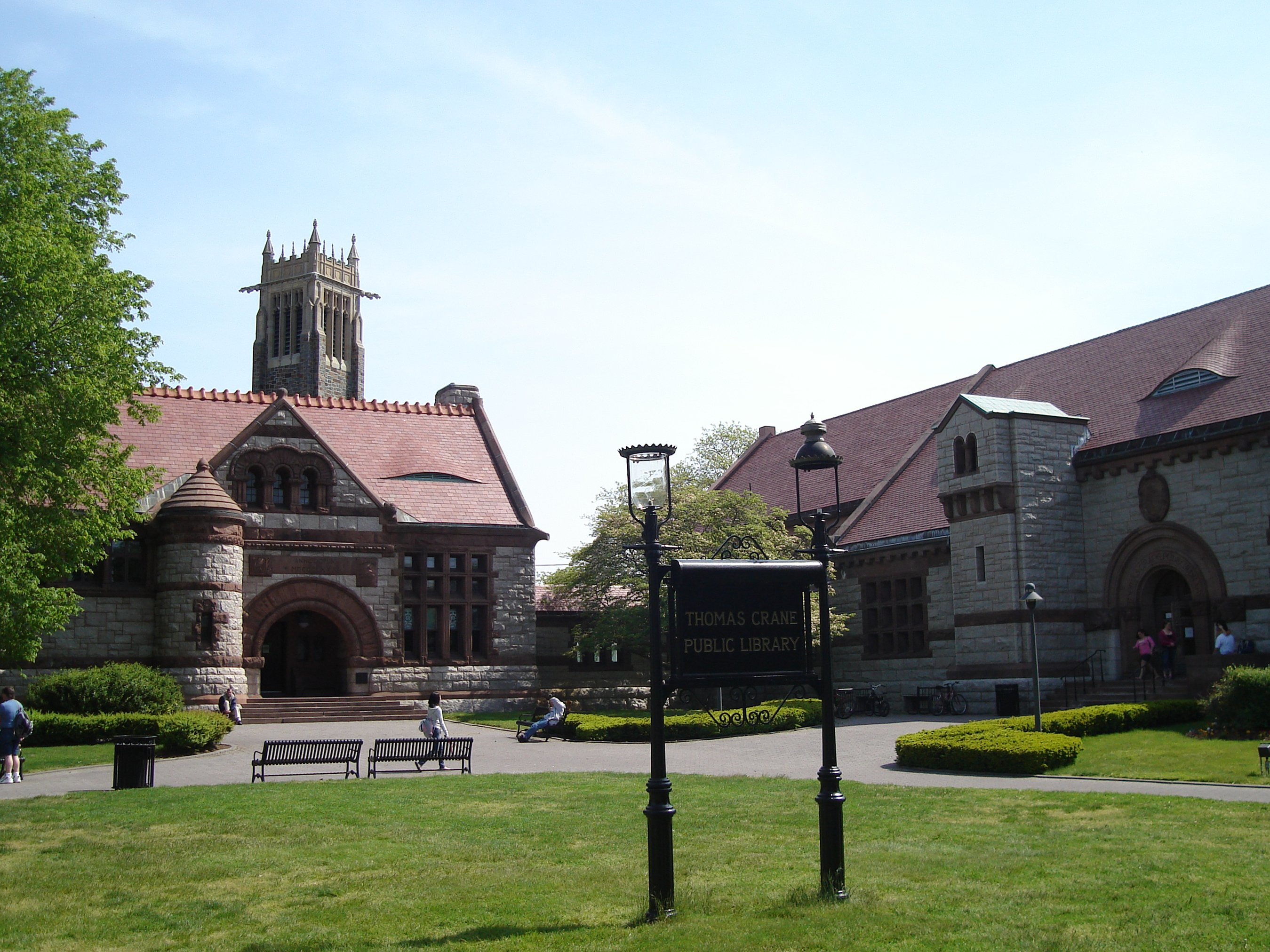
Bibliothèque publique Thomas Crane, bâtie par Henry Hobson Richardson.
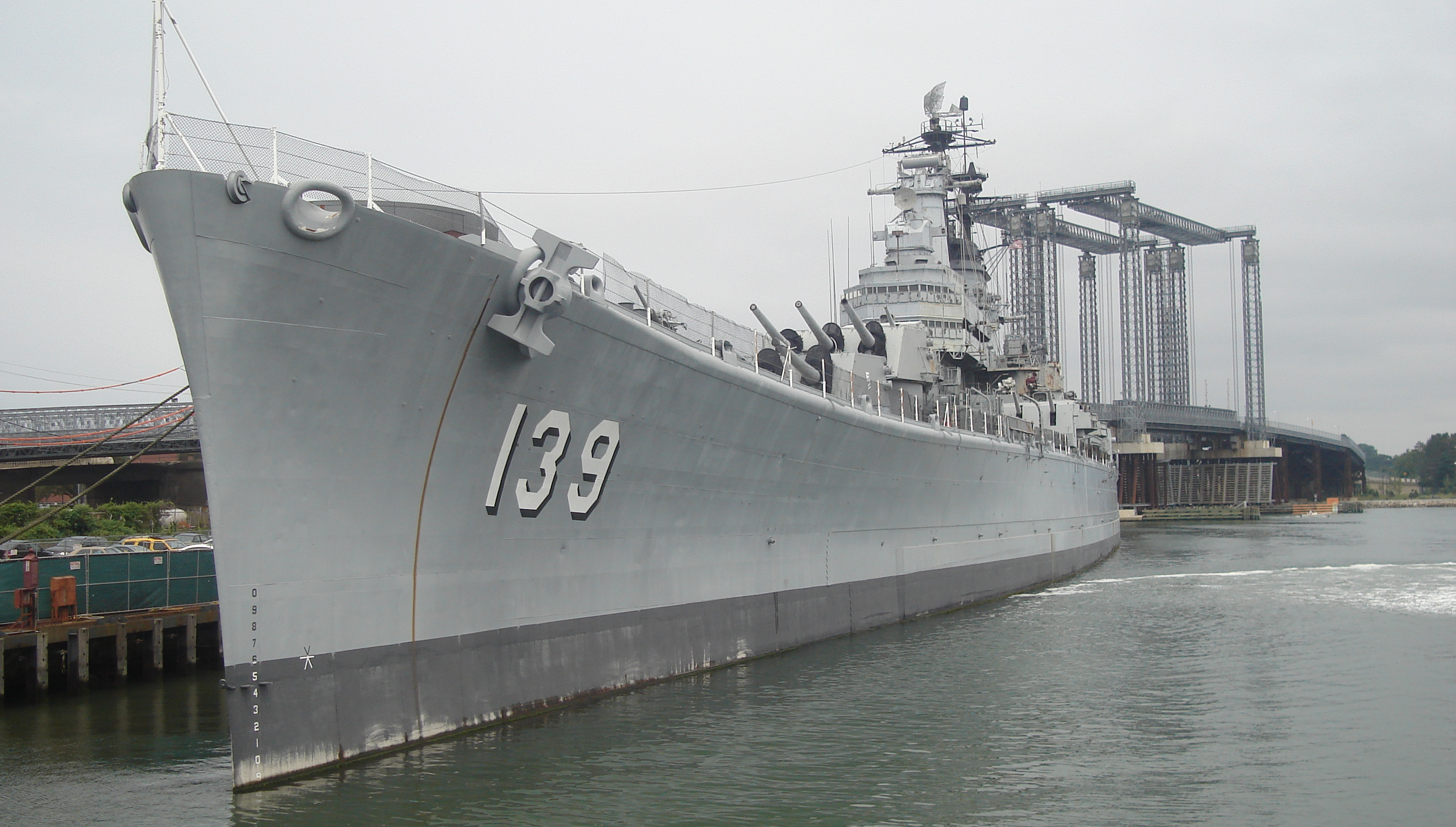
USS Salem, Musée américain de la construction navale.
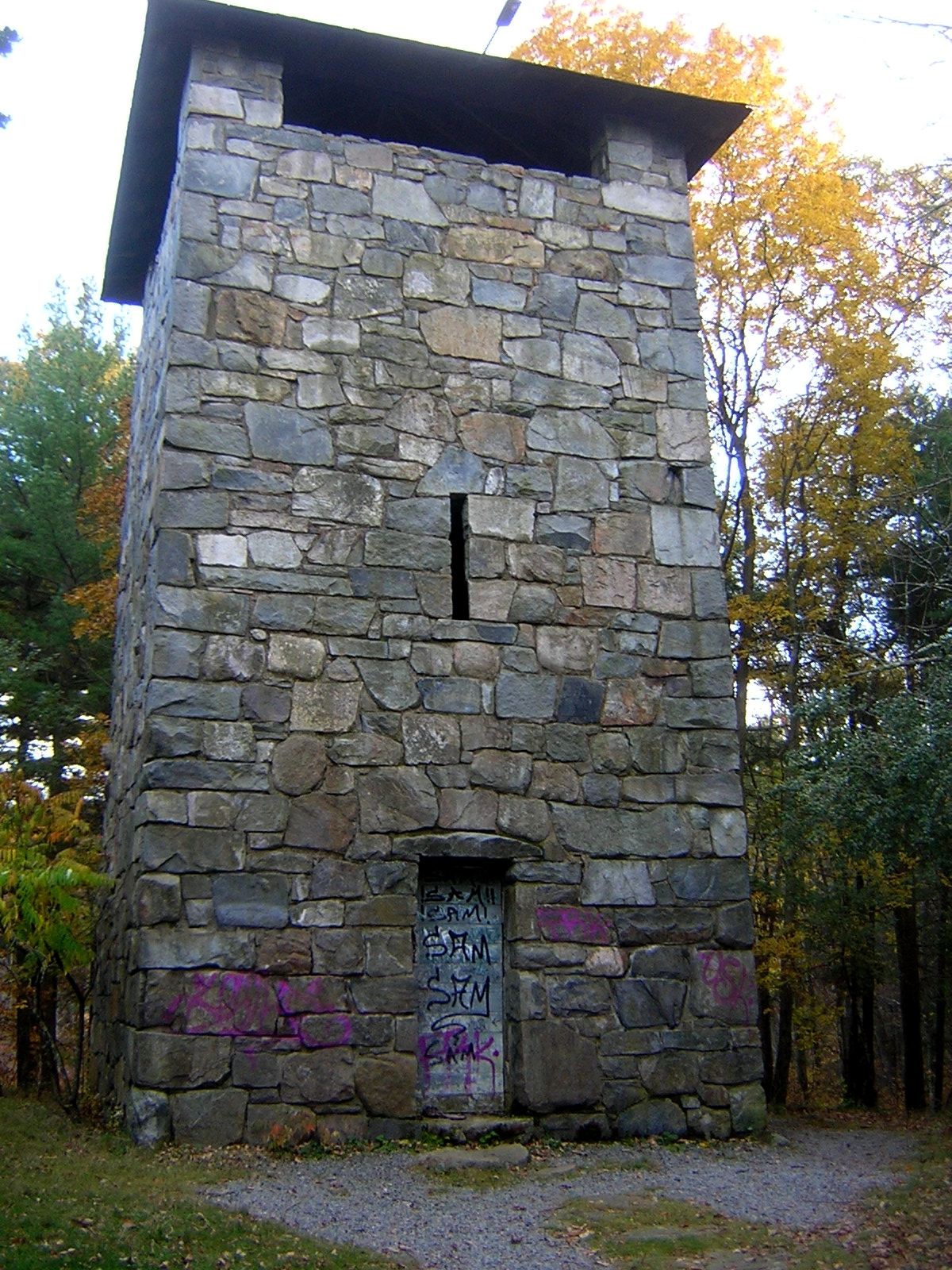
Chickatawbut Observation Tower.